# Erwin Rotermund

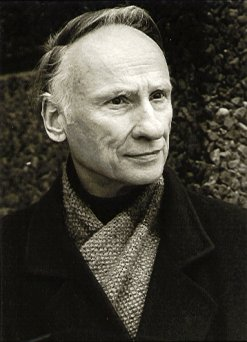
Erwin Rotermund

Erwin Rotermund (* 28. November 1932 in Münster; † 9. Januar 2018 in Mainz) war ein deutscher Literaturwissenschaftler (Venia Legendi für Neuere deutsche Literaturgeschichte und Allgemeine Literaturwissenschaft). Er begann seine Laufbahn an der Justus-Liebig-Universität Gießen (1961–1968) und erhielt Rufe an die Julius-Maximilians-Universität Würzburg (1968–1973) und die Johannes-Gutenberg-Universität Mainz (1973–1998).

## Leben
Erwin Rotermund studierte Deutsche Philologie, Geschichte, Philosophie und Musikwissenschaft in München und Münster und promovierte 1960 mit der Untersuchung Die Parodie in der modernen deutschen Lyrik zum Dr. phil. Als Wissenschaftlicher Assistent an der Justus-Liebig-Universität Gießen (1961–1968) nahm er an den ersten drei Tagungen der interdisziplinären Forschungsgruppe Poetik und Hermeneutik (Hans Robert Jauß, Clemens Heselhaus, Wolfgang Iser, Hans Blumenberg) teil. Er habilitierte sich 1968 mit einer Schrift über Hoffmann von Hoffmannswaldau. Im selben Jahr wurde er ordentlicher Professor an der Julius-Maximilians-Universität Würzburg. 1973 erhielt er einen Ruf an die Johannes Gutenberg-Universität Mainz, wo er bis zu seiner Emeritierung (1998) lehrte.
Als Gastdozent weilte Rotermund im Sommer 1977 am Middlebury College, German School, Vermont (USA) und in der ersten Hälfte der 1980er Jahre zweimal für längere Zeit an der Universität Graz. Er gab zusammen mit Gunther Nickel das Carl Zuckmayer-Jahrbuch heraus (seit 1998). Von 1991 bis 2009 war er auch Mitherausgeber von Exilforschung. Ein internationales Jahrbuch (Bd. 9–27). Rotermund war zudem Ehrenmitglied der Anna Seghers-Gesellschaft.

## Forschungsgebiete

### Parodieforschung
Mit seiner Dissertation Die Parodie in der modernen deutschen Lyrik gelang Rotermund 1963 ein grundlegendes Werk. Die Forschung knüpft bis heute an den dort entwickelten Parodiebegriff fachübergreifend an. Auch die ein Jahr später publizierte Textsammlung Gegengesänge. Lyrische Parodien vom Mittelalter bis zur Gegenwart (1964) mit ihrem einleitenden historischen Überblick basiert darauf. Die Anthologie wurde vielfach rezensiert, unter anderem in Die Zeit, Die Weltwoche (Zürich) und im Echo der Zeit.
Der Parodie-Begriff des Autors, insbesondere sein Verfahren, die parodistische Veränderung eines Originals mit Hilfe der Änderungskategorien der antiken Rhetorik (Übertreibung, Verzerrung/Karikatur, Unterschiebung, Hinzufügung, Auslassung) zu analysieren, dient als Instrument für eine differenzierte Untersuchung von Parodien unterschiedlicher Zeiten und Gattungen. Das belegen Rotermunds spätere Aufsätze zum Thema, die sich neben moderner Lyrik (Stefan George/1971, Hans Arp/1987) auch mit Heinrich Heine (1998), Christoph Martin Wielands Abderiten-Roman (1978), Jacques Offenbachs Operette Orpheus in der Unterwelt (2006), den Dramenparodien der Jahrhundertwende (1996) und der parodistischen Goethe-Rezeption in der deutschen Exilliteratur (2003) beschäftigen.

### Barockforschung
In seinem dritten Buch, der Habilitation Affekt und Artistik, wandte sich Rotermund der Barockzeit und in ihr dem Dichter Hoffmann von Hoffmannswaldau zu, dessen Sprachartistik von der Forschung vernachlässigt und missverstanden worden war. Mit der Fokussierung auf das Leidenschaftsthema beschritt er wiederum neue Wege: In Band III von Poetik und Hermeneutik entwickelte er im Aufsatz Der Affekt als literarischer Gegenstand: Zur Theorie und Darstellung der Passiones im 17. Jahrhundert die Grundzüge einer Affektforschung.

### Exilforschung
Seit den 1980er Jahren widmete sich Rotermund verstärkt einem neuen großen Thema, dem literarischen Exil. Er verfasste Aufsätze wie Beharrung und Anpassung. Die ersten Jahre des deutschen Exildramas (1987), die Überblicksdarstellung Deutsche Literatur im Exil für Viktor Žmegač` weit verbreitete Literaturgeschichte (1984, 19942) und den Artikel Exilliteratur für das Lexikon Moderne Literatur in Grundbegriffen (1987, 19942). Sein Interesse galt auch den Diskussionen über das „Andere Deutschland“ in der deutschen Exildichtung sowie der Remigration, zu der er mit Thomas Koebner zusammen den Band Rückkehr aus dem Exil herausgab. Darin behandelte er Leonhard Franks prekäre Position Zwischen Ost und West (1990).
Rotermund schenkte den exilierten Autoren aus Mainz besondere Beachtung: Vier seiner Aufsätze und ein Nachruf galten Anna Seghers, für deren umstrittene Ehrenbürgerschaft in ihrer Vaterstadt er sich nachdrücklich einsetzte. Carl Zuckmayer wurde Rotermund bereits vor seinem Engagement für das Zuckmayer-Jahrbuch wichtig: Er behandelte ihn zusammen mit Ödön von Horváth in seinem Aufsatz über die Erneuerung des Volksstückes in der Weimarer Republik (1970) und zusammen mit Wolfgang Borchert und Max Frisch in dem Aufsatz über die Vergangenheitsbewältigung im deutschen Nachkriegsdrama (1976). Auf das weitgehend unbeachtete Exildrama Der Schelm von Bergen (1998) ließ er vom ständestaatlichen Denken her neues Licht fallen; darüber hinaus wurden Beurteilungskriterien und Beurteilungspraxis von Zuckmayers Geheimreport kritisch untersucht (2006) sowie seine Dichterfreundschaft mit Gertrud von le Fort nachgezeichnet (2010).
Rotermund ist auch die erste wissenschaftliche Würdigung des jüdischen Autors und Theatermanns Rudolf Frank (Schriftsteller) aus Mainz zu verdanken. 1997 widmete er dem großen jüdischen Chirurgen Rudolf Nissen den Vortrag Bewährung im Exil, den er auf dem Symposium zu dessen 100. Geburtstag in Basel zu Gehör brachte. Anlässlich der Verleihung der Carl-Zuckmayer-Medaille des Landes Rheinland-Pfalz hielt er die Laudatio auf Grete Weil. Und er nahm sich mit Ernst Glaeser wieder eines umstrittenen Autors an und suchte dessen frühe Rückkehr nach Nazi-Deutschland aufzuklären.

### Forschung über literarische Innere Emigration und NS-Literatur
Ein vierter thematischer Schwerpunkt – die bis heute umstrittene literarische „Innere Emigration“ im „Dritten Reich“ – beschäftigte Rotermund bereits 1967 in seinem Habilitationsvortrag über die „Verdeckte Schreibweise“. Sein Anliegen war es, die entweder mit totaler Ablehnung oder übertriebener Apologetik schwarz-weiß gezeichnete nichtnationalsozialistische Literatur im „Dritten Reich“ wissenschaftlich zu erschließen. Insbesondere versuchte er, angeregt von Leo Strauss’ „Stolperstein“-Theorie, mit Hilfe der Änderungskategorien der antiken Rhetorik und Paul Grice’ Kommunikationsprinzipien die zwischen Anpassung und Widerstand schillernden literarisch-publizistischen Texte, die zwischen 1933 und 1945 publiziert werden konnten, auf ihren oppositionellen Gehalt und die gleichzeitig immer notwendige Tarnung und Absicherung zu untersuchen.
Der Autor legte seine Poetik, Rhetorik und Hermeneutik der „Verdeckten Schreibweise“ in Aufsätzen, vor allem aber in dem mit Heidrun Ehrke-Rotermund zusammen verfassten Buch Zwischenreiche und Gegenwelten dar. Dieses Buch bietet eine Auswahl von publizistischen und literarischen Texten, die im „Dritten Reich“ erschienen sind, und legt mit einem materialreichen Kommentar zur Biografie und den Selbstaussagen der Autoren sowie zu Entstehungsgeschichte und Rezeption der Texte die Grundlage für ihre adäquate Erfassung und Deutung.
Rotermund hat sein Verfahren auch auf Friedrich Reck-Malleczewens Wiedertäufer-Roman Bockelson (2007) und auf Stefan Andres` Kurzprosa der frühen 1940er Jahre (1999) angewandt. In einer Werkausgabe von Andres’ Prosa aus den Jahren 1933–1945 (2010) vertiefte er in seinem ausführlichen Nachwort diese Bemühungen. Über das engere Thema der „Verdeckten Schreibweise“ hinaus suchte er ferner, die „Innere Emigration“ vermittels thematischer Querschnitte zu erhellen, so in den Aufsätzen Religionskritik in der nationalsozialistischen Dichtung und ihre Antikritik in der „Inneren Emigration“ (2007), „Verklärung und Kritik“. Bilder des preußischen Adels in der Literatur der Inneren Emigration (2009) und Melancholische Literatur von Melancholikern? Zur Lyrik der „Inneren Emigration“ 1933-1945 (2012). Daneben stellte er die offizielle nationalsozialistische Literatur in Žmegač` Literaturgeschichte (1984) dar und thematisierte die „innerfaschistische Opposition“ in der Lyrik des „Dritten Reiches“: Gerhard Schumanns Sonettzyklus „Die Reinheit des Reiches“ und sein Zeitgedicht „Das Gericht“ (1997).

### Themen aus dem Grenzbereich zur Musik und Geschichte
Ein Kennzeichen Rotermunds ist sein Bemühen um fachübergreifende Themen, insbesondere aus dem Grenzbereich zur Musik. So hat er unter anderem die Musikalische und dichterische „Arabeske“ bei E. T. A. Hoffmann (1968) erkundet und in den Musikbeschreibungen von Dieter Kühns Roman Beethoven und der schwarze Geiger die Konstruktion einer Weltmusik von 1813 (1992) entdeckt. Daneben interessierte er sich immer wieder für historische Gestalten wie beispielsweise Adam Lux, den Mainzer Jakobiner im revolutionären Paris, über den Stefan Zweig ein unvollendetes Drama schrieb. Rotermund entdeckte auch den vergessenen Literaturkritiker Wolfgang Grözinger (1902–1965) wieder (2004). In der Broschüre Generaldirektor Dipl.-Ing. Walther Gottschalck (1875–1932). Dreiunddreißig Jahre für das Zementwerk Bonn-Oberkassel (2009) zeichnete er das Wirken eines rheinischen Industriellen nach.

## Schriften

### Parodie
- Die Parodie in der modernen deutschen Lyrik. München 1963.
- Gegengesänge. Lyrische Parodien vom Mittelalter bis zur Gegenwart. Ausgewählt und eingeleitet von Erwin Rotermund. München 1964.
- George-Parodien. In: Stefan George Kolloquium. Hrsg. von Eckhard Heftrich u. a. Köln 1971, S. 213–225.
- Massenwahn und ästhetische Therapeutik bei Christoph Martin Wieland. Zu einer Neuinterpretation der „Geschichte der Abderiten“. In: Germanisch-Romanische Monatsschrift N.F. 28, 1978, S. 417–451.
- La parodie dans la poésie de Hans Arp (Traduction française d’Eliane Kaufholz). In: Mélusine N° IX (Arp Poète Plasticien. Actes du colloque de Strasbourg présentés par Aimée Bleikasten), 1987, p. 237–249.
- Deutsche Dramenparodien der Jahrhundertwende. In: Kurzformen des Dramas. Hrsg. von Winfried Herget und Brigitte Schultze. Tübingen/Basel 1996, S. 145–157.
- Parodistische und kontrafaktische Goethe-Rezeption in der deutschen Exilliteratur 1933–1945: Schnog, Mehring und Koffler. In: Klassik-Rezeption. Auseinandersetzung mit einer Tradition. Festschrift für Wolfgang Düsing. Hrsg. von Peter Ensberg und Jürgen Kost. Würzburg 2003. S. 147–160.
- Zeitbeschleunigung, Mythentravestie und Opernparodie in Jacques Offenbachs „Orpheus in der Unterwelt“ (1858). In: Amüsement und Schrecken. Studien zum Drama und Theater des 19. Jahrhunderts. Hrsg. von Franz Norbert Mennemeier und Bernhard Reitz. Tübingen 2006, S. 229–246.
- Erwin Rotermund. Parodiestudien: Begriff – Geschichte – Textanalysen. Gesammelte Schriften und Vorträge 1963 – 2006. Mit einem Aufsatz von Bernhard Spies, hrsg. und eingel. von Heidrun Ehrke-Rotermund, Würzburg 2023.

### Barock
- Christian Hofmann von Hofmannswaldau. Stuttgart 1963 (= Slg. Metzler 29).
- Der Affekt als literarischer Gegenstand: Zur Theorie und Darstellung der Passiones im 17. Jahrhundert. In: Die nicht mehr schönen Künste. Grenzphänomene des Ästhetischen. Hrsg. von Hans Robert Jauß. München 1968 (= Poetik und Hermeneutik III), S. 239–269.
- Affekt und Artistik. Studien zur Leidenschaftsdarstellung und zum Argumentationsverfahren bei Hofmann von Hofmannswaldau. München 1972.

### Exil
- Zur Erneuerung des Volksstückes in der Weimarer Republik: Zuckmayer und Horváth. In: Volkskultur und Geschichte. Festgabe für Josef Dünninger zum 65. Geburtstag. Hrsg. von Dieter Harmening u. a. Berlin 1970, S. 612–633; auch in: Über Ödön von Horváth. Hrsg. von Dieter Hildebrandt und Traugott Krischke. Frankfurt a. M. 1972 (= edition suhrkamp 584), S. 18–45.
- Zur Vergangenheitsbewältigung im deutschen Nachkriegsdrama: Zuckmayer, Borchert, Frisch. In: Blätter der Carl-Zuckmayer-Gesellschaft 2, 1976, S. 76–85.
- Zwischen Exildichtung und Innerer Emigration: Ernst Glaesers Erzählung „Der Pächter“. Ein Beitrag zum literarischen „Niemandsland“ 1933–1945 und zur poetischen Vergangenheitsbewältigung. München 1980.
- „Spiegel“ oder „Splitter“? Zur Kritik der Kritik an Anna Seghers’ Dichtungen der Jahre 1932 bis 1935. In: Blätter der Carl-Zuckmayer-Gesellschaft 6, 1980, S. 207–216.
- Soziales Engagement und Dichtung der „Unmittelbarkeit“. Ein Blick über das Früh- und Exilwerk von Anna Seghers. In: Anna Seghers – Mainzer Weltliteratur. Beiträge aus Anlaß des 80. Geburtstages. Mainz 1981, S. 58–70.
- Deutsche Literatur im Exil 1933–1945. In: Geschichte der deutschen Literatur vom 18. Jahrhundert bis zur Gegenwart. Hrsg. von Viktor Žmegač, Band III/1. Königstein/Ts. 1984, S. 186–317 (2. Aufl. Weinheim 1994).
- Beharrung und Anpassung. Die ersten Jahre des deutschen Exildramas (1933–1936). In: Theaterwesen und dramatische Literatur. Beiträge zur Geschichte des Theaters. Hrsg. von Günter Holtus. Tübingen 1987, S. 343–358.
- Exilliteratur. In: Moderne Literatur in Grundbegriffen. Hrsg. von Dieter Borchmeyer und Viktor Žmegač. Frankfurt a. M. 1987, S. 115–126 (2., neu bearbeitete Auflage. Tübingen 1994, S. 123–134).
- Zwischen Ost und West: Leonhard Frank im Nachkriegsdeutschland (1950–1961). In: Rückkehr aus dem Exil. Emigranten aus dem Dritten Reich in Deutschland nach 1945. Essays zu Ehren von Ernst Loewy. Hrsg. von Thomas Koebner und Erwin Rotermund. Marburg 1990, S. 67–81.
- Zum Hasse nicht, zur Liebe bin ich. Laudatio auf Grete Weil. In: Carl-Zuckmayer-Medaille des Landes Rheinland-Pfalz 1995. Grete Weil. Eine Würdigung. Hrsg. vom Ministerpräsidenten des Landes Rheinland-Pfalz. Kaiserslautern 1996, S. 10–16.
- Helle Blätter – dunkle Blätter. Rudolf Nissen: Bewährung im Exil. In: 100 Jahre Rudolf Nissen. Hrsg. von Felix Harder und Mario Rossetti. Basler Beiträge zur Chirurgie 9. Basel 1997, S. 199–210.
- Zwischen Anpassung und Zeitkritik. Carl Zuckmayers Exildrama „Der Schelm von Bergen“ und das ständestaatliche Denken um 1930. In: Zuckmayer-Jahrbuch 1, 1998, S. 233–249.
- Wege durchs zwanzigste Jahrhundert: Zeitzeugin Anna Seghers. In: Argonautenschiff. Jahrbuch der Anna-Seghers-Gesellschaft Berlin und Mainz e. V., Bd. 10, 2001, S. 67–78.
- Sieben Flüchtlinge und sieben Kreuze. Ein unbekannter Bericht aus dem KZ Sachsenhausen. In: Argonautenschiff. Jahrbuch der Anna-Seghers-Gesellschaft Berlin und Mainz e. V., Bd. 10, 2001, S. 253–260.
- Wer brachte den jungen Brecht auf die Bühne? Rudolf Frank als Förderer des „Stückeschreibers“. In: Spielzeit eines Lebens. Studien über den Mainzer Autor und Theatermann Rudolf Frank (1886–1979). Hrsg. von Erwin Rotermund. Mainz 2002, S. 19–34.
- „Verrat“ aus „Über-Erfolgsgier“? Ernst Glaeser im Urteil Carl Zuckmayers. In: Zur Diskussion: Zuckmayers „Geheimreport“ und andere Beiträge zur Zuckmayer-Forschung. Zuckmayer-Jahrbuch 5. Göttingen 2002, S. 403–414.
- Lord Vansittart und die Folgen. Diskussionen über das „Andere Deutschland“ in der deutschen Exildichtung – am Beispiel von Dosio Kofflers Spiel „Die Deutsche Walpurgisnacht“ (1941) (zusammen mit Heidrun Ehrke-Rotermund). In: Literarische und politische Deutschlandkonzepte 1938–1949. Zuckmayer-Jahrbuch 7. Göttingen 2004, S. 141–161.
- „Charaktere“ und „Verräter“. Carl Zuckmayers Geheimreport von 1943/44. Beurteilungskriterien und Beurteilungspraxis. In: Carl Zuckmayer – Alexander Lernet-Holenia: Briefwechsel und andere Beiträge zur Zuckmayer-Forschung. Zuckmayer-Jahrbuch 8. Göttingen 2006, S. 357–375.
- „Fast etwas wie eine ‚Firmung‘“. Gertrud von le Fort und Carl Zuckmayer – eine Dichterfreundschaft in Briefen. In: Carl Zuckmayer – Josef Halperin: Briefwechsel und andere Beiträge zur Zuckmayer-Forschung. Zuckmayer-Jahrbuch 10. Göttingen 2010, S. 321–334.
- Carl Zuckmayer. Vitalist, kritischer Humanist, gesellschaftlicher Repräsentant. Gesammelte Reden und Aufsätze (zusammen mit Heidrun Ehrke-Rotermund). Würzburg 2012.

### Innere Emigration und NS-Literatur
- Literatur im „Dritten Reich“ (zusammen mit Heidrun Ehrke-Rotermund). In: Geschichte der deutschen Literatur vom 18. Jahrhundert bis zur Gegenwart. Hrsg. von Viktor Žmegač, Band III/1. Königstein/Ts. 1984, S. 318–384 (2. Auflage. Weinheim 1994).
- Tarnung und Absicherung in Rudolf Pechels Aufsatz „Sibirien“ (1937). Eine Studie zur „verdeckten Schreibweise“ im „Dritten Reich“. In: Textkritik und Interpretation. Festschrift für Karl Konrad Polheim zum 60. Geburtstag. Hrsg. von Heimo Reinitzer. Bern/Frankfurt a. M./New York/Paris 1987, S. 417–438.
- Herbert Küsels „Dietrich-Eckart“-Artikel vom 23. März 1943. Ein Beitrag zur Hermeneutik und Poetik der „verdeckten Schreibweise“ im „Dritten Reich“. In: Poetik und Geschichte. Viktor Žmegač zum 60. Geburtstag. Hrsg. von Dieter Borchmeyer. Tübingen 1989, S. 150–162.
- Gerhard Schumanns Sonettzyklus „Die Reinheit des Reiches“ und sein Zeitgedicht „Das Gericht“ – eine Skizze zur innerfaschistischen Opposition in der Lyrik des „Dritten Reiches“. In: Traditionen der Lyrik. Festschrift für Hans-Henrik Krummacher. Hrsg. von Wolfgang Düsing u. a. Tübingen 1997, S. 169–182.
- Zwischenreiche und Gegenwelten. Texte und Vorstudien zur „Verdeckten Schreibweise“ im „Dritten Reich“ (zusammen mit Heidrun Ehrke-Rotermund). München 1999.
- Getarnte Regimekritik in Stefan Andres’ Kurzprosa der frühen Vierziger Jahre (zusammen mit Heidrun Ehrke-Rotermund). In: Stefan Andres – Zeitzeuge des 20. Jahrhunderts. Hrsg. von Michael Braun u. a. Frankfurt a. M./Berlin/Bern/New York/Paris/Wien 1999, S. 105–121.
- Denkarbeit und physiognomische Erkenntnis. Zu Joachim Günthers Publizistik im „Dritten Reich“. In: Zeitschrift für Germanistik. NF IX, 1999, S. 329–343.
- Der Kampf um die deutsche Seele. Religionskritik in der nationalsozialistischen Dichtung und ihre Antikritik in der „Inneren Emigration“ (zusammen mit Heidrun Ehrke-Rotermund). In: Religionskritik in Literatur und Philosophie nach der Aufklärung. Hrsg. von Carsten Jakobi, Bernhard Spies und Andrea Jäger. Halle (Saale) 2007, S. 190–206.
- Probleme der „Verdeckten Schreibweise“ in der literarischen „Inneren Emigration“ 1933–1945: Fritz Reck-Malleczewen, Stefan Andres und Rudolf Pechel. In: „Gerettet und zugleich von Scham verschlungen“. Neue Annäherungen an die Literatur der „Inneren Emigration“. Hrsg. von Michael Braun und Georg Guntermann. Frankfurt a. M. 2007, S. 17–38.
- „Verklärung und Kritik“. Bilder des preußischen Adels in der Literatur der Inneren Emigration (1933–1945), unter besonderer Berücksichtigung von Werner Bergengruen. In: literatur für leser, Jg. 32, 2009, H. 4, S. 221–232; auch in: Adel in Schlesien, Bd. 3: Adel in Schlesien und Mitteleuropa. Literatur und Kultur von der Frühen Neuzeit bis zur Gegenwart. Hrsg. von Walter Schmitz in Verbindung mit Jens Stüben und Matthias Weber. München 2013, S. 607–619 (Schriften des Bundesinstituts für Kultur und Geschichte der Deutschen im östlichen Europa, Bd. 48).
- „Concealed Writing“ (Verdeckte Schreibweise) in the „Third Reich“: Forms and Problems of Reception. [Translated from German by Gert Reifarth and Paul Brussard]. In: Aesopic Voices. Re-framing Truth through Concealed Ways of Presentation in the 20th and 21st Centuries. Ed. by Gert Reifarth & Philip Morrissey. Newcastle upon Tyne: Cambridge Scholars Publishing 2011, S. 76–100 und in der deutschen Originalfassung: Formen und Rezeptionsprobleme der „Verdeckten Schreibweise“ im „Dritten Reich“ (1933–1945). In: Zwischen Innerer Emigration und Exil. Deutschsprachige Schriftsteller 1933–1945. Hrsg. von Marcin Gołaszewski, Magdalena Kardach und Leonore Krenzlin. Berlin/Boston 2016, S. 29–47.
- Melancholische Literatur von Melancholikern? Zur Lyrik der „Inneren Emigration“ 1933–1945. In: Schriftsteller und Widerstand. Facetten und Probleme der „Inneren Emigration“. Hrsg. von Frank-Lothar Kroll und Rüdiger von Voss. Göttingen 2012, S. 221–241.

### Grenzbereich zur Musik und Geschichte
- Musikalische und dichterische „Arabeske“ bei E.T.A. Hoffmann. In: Poetica 2, 1968, S. 48–69.
- Künstlerdramen der Jahrhundertwende. In: Drama und Theater der Jahrhundertwende. Hrsg. von Dieter Kafitz †. Tübingen 1991, S. 21–35.
- Weltmusik von 1813. Bemerkungen zu den Musikbeschreibungen in Dieter Kühns Roman „Beethoven und der schwarze Geiger“. In: literatur für leser 4/1992, S. 238–248.
- Artistik und Engagement. Aufsätze zur deutschen Literatur. Hrsg. von Bernhard Spies. Würzburg 1994.
- Ein Mainzer Jakobiner im revolutionären Paris. Stefan Zweigs Drama „Adam Lux“. In: Stefan Zweig: Adam Lux. Mit Essays von Franz Dumont und Erwin Rotermund. Obernburg am Main 2003, S. 147–165.
- Vorstellung eines vergessenen Literaturkritikers (zusammen mit Heidrun Ehrke-Rotermund). In: Wolfgang Grözinger. Panorama des internationalen Gegenwartsromans. Gesammelte „Hochland“-Kritiken 1952–1965. Hrsg. und eingeleitet von Erwin Rotermund und Heidrun Ehrke-Rotermund. Paderborn/München/Wien/Zürich 2004, S. 15–50.
- Zeitbeschleunigung, Mythentravestie und Opernparodie in Jacques Offenbachs „Orpheus in der Unterwelt“ (1858). In: Amüsement und Schrecken. Studien zum Drama und Theater des 19. Jahrhunderts. Hrsg. von Franz Norbert Mennemeier und Bernhard Reitz. Tübingen 2006, S. 229–246.
- Generaldirektor Dipl.-Ing. Walther Gottschalck (1875–1932). Dreiunddreißig Jahre für das Zementwerk Bonn-Oberkassel. Mainz 2009.
- Choralzitat und Chopin-Allusion. Schumanns Heine-Vertonung op. 24, Nr. 8 – ein faszinierendes Unikum der deutschen Kunstlied-Geschichte. In: Musik-Kontexte. Festschrift für Hanns-Werner Heister. Bd. 2. Hrsg. von Thomas Phleps und Wieland Reich. Münster 2011, S. 750–756.

### Herausgebertätigkeit
- Studien zur deutschen und europäischen Literatur des 19. und 20. Jahrhunderts. Hrsg. von Dieter Kafitz †, Franz Norbert Mennemeier und Erwin Rotermund. Frankfurt a. M. u. a. 1986ff. (ab 1988, Bd. 7).
- Rückkehr aus dem Exil. Emigranten aus dem Dritten Reich in Deutschland nach 1945. Hrsg. von Thomas Koebner und Erwin Rotermund. Marburg 1990.
- Exilforschung. Ein internationales Jahrbuch. Hrsg. im Auftrag der Gesellschaft für Exilforschung von Claus-Dieter Krohn, Erwin Rotermund, Lutz Winckler und Wulf Koepke †. München 1983ff. (von 1991, Bd. 9 bis 2009, Bd. 27).
- Zuckmayer-Jahrbuch. Hrsg. im Auftrag der Carl-Zuckmayer-Gesellschaft von Gunther Nickel, Erwin Rotermund und Hans Wagener. St. Ingbert 1998ff.; Göttingen 2002ff.
- Spielzeit eines Lebens. Studien über den Mainzer Autor und Theatermann Rudolf Frank (1886–1979). Hrsg. von Erwin Rotermund. Mainz 2002.
- Wolfgang Grözinger. Panorama des internationalen Gegenwartsromans. Gesammelte „Hochland“-Kritiken 1952–1965. Hrsg. und eingeleitet von Erwin Rotermund und Heidrun Ehrke-Rotermund. Paderborn/München/Wien/Zürich 2004.
- Stefan Andres: „Wir sind Utopia“. Prosa aus den Jahren 1933–1945. Hrsg. von Erwin Rotermund und Heidrun Ehrke-Rotermund, unter Mitarbeit von Thomas Hilsheimer. Göttingen 2010.